# Stanisław Zdanowicz (1882–1970)

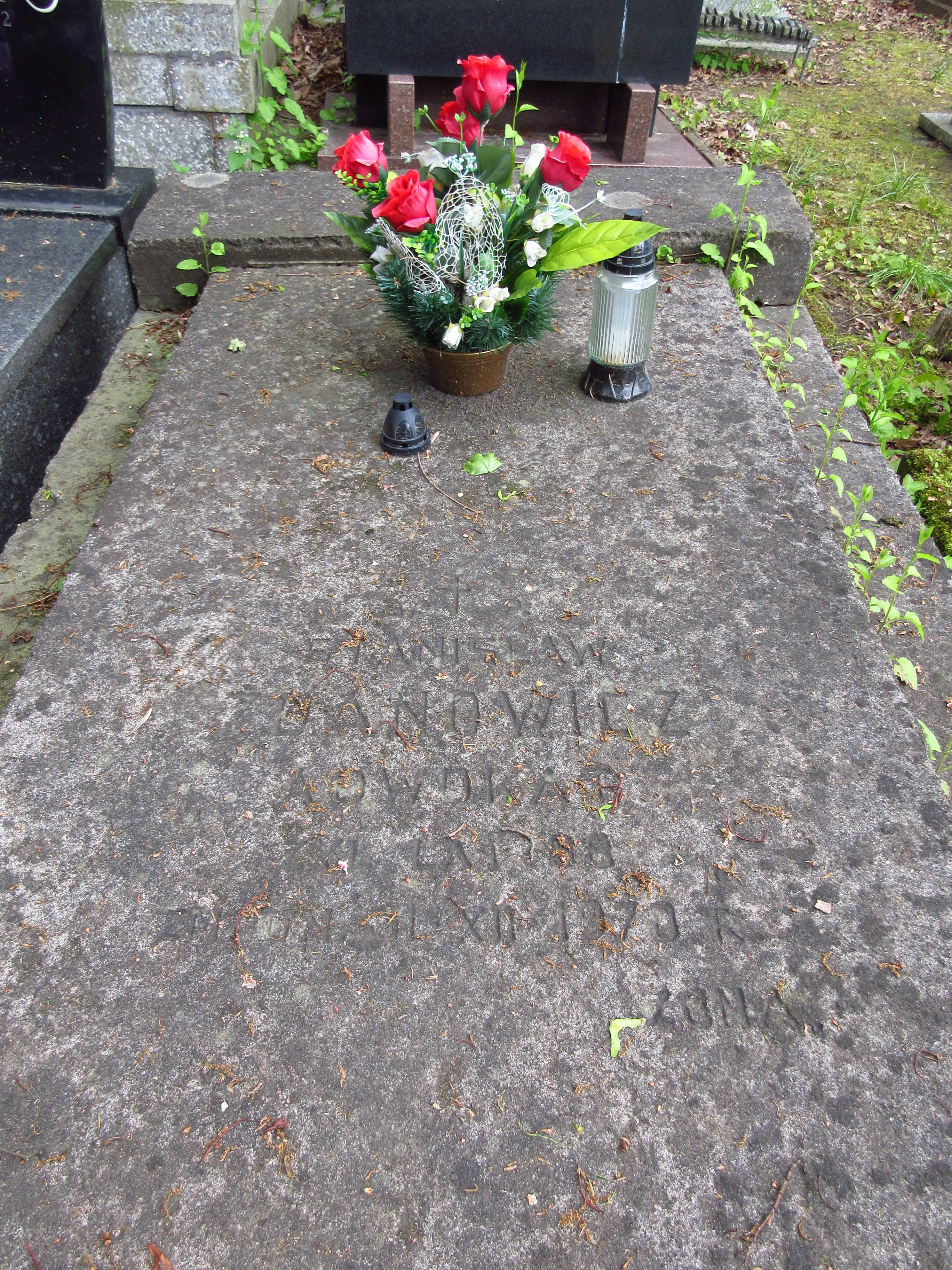
Grób Stanisława Zdanowicza na cmentarzu Bródnowskim

Stanisław Zdanowicz (ur. 6 lipca 1882 w miejscowości Lepel, zm. 31 grudnia 1970 w Warszawie) – członek Zarządu Polskiego Towarzystwa Dobroczynności, prezydent Połocka w czasie I wojny światowej, komisarz Komisji Likwidacyjnej do spraw Królestwa Polskiego, członek ZWP w Połocku, członek zarządu, a następnie prezes Polskiej Rady Narodowej Ziemi Lidzkiej, współtwórca Samoobrony Ziemi Lidzkiej, od 1918 do 1928 starosta powiatu lidzkiego, członek Towarzystwa Polskiej Macierzy Szkolnej ziemi wileńskiej i Kresowego Związku Ziemian.

## Życiorys
Stanisław Zdanowicz urodził się 6 lipca 1882 roku w Lepelu, w guberni witebskiej, w rodzinie szlacheckiej pieczętującej się herbem Jastrzębiec. Jego ojciec, Józef Waldemar pełnił funkcję lekarza powiatowego w Połocku oraz radcy dworu. Matka Apolonia z Mikulskich Zdanowiczowa była polską szlachcianką.
Edukację średnią ukończył w I Gimnazjum w Sankt-Petersburgu, po czym podjął studia prawnicze na tamtejszym uniwersytecie. W trakcie studiów aktywnie uczestniczył w życiu polskiej społeczności akademickiej oraz organizował działalność społeczną w Połocku. Przez wiele lat pełnił funkcję sekretarza zarządu Polskiego Towarzystwa Dobroczynności, które stanowiło centrum życia społeczno-kulturalnego Polaków w regionie.
W 1908 roku zawarł związek małżeński z Rafaelą Woynicką, co prawdopodobnie przyczyniło się do jego związków z ziemią lidzką. Podczas I wojny światowej kontynuował karierę prawniczą jako ławnik Izby Sądowej w Sankt-Petersburgu. Równocześnie angażował się w sprawy Połocka, początkowo jako sekretarz ziemstwa powiatowego, a następnie jako prezydent miasta.
Był członkiem Kresowego Związku Ziemian, pielęgnując tradycje i obyczaje polskiego ziemiaństwa. Działał również w Związku Wojskowych Polaków organizując pomoc dla uchodźców wojennych przepływających przez Połock. Kandydował do rosyjskiej  Konstytuanty z listy polskiej guberni witebskiej (13 października 1917). 30 listopada 1917 został mianowany komisarzem Komisji Likwidacyjnej do spraw Królestwa Polskiego.
Po zakończeniu działań wojennych powrócił do powiatu lidzkiego, gdzie aktywnie uczestniczył w życiu publicznym. Był współorganizatorem Rady Narodowej Ziemi Lidzkiej, początkowo jako członek jej zarządu, a następnie jako prezes. Wspierał i uczestniczył w zjazdach przedstawicieli lokalnego ziemiaństwa, promując uchwały dotyczące wprowadzenia języka polskiego jako urzędowego w administracji, sądownictwie i szkolnictwie. Rywalizował o władzę w powiecie z litewską „Tarybą”, wspieraną przez Niemców. Świadomy zagrożeń ze strony wojsk niemieckich, bolszewickich oraz powstającego państwa litewskiego, dążył do zaangażowania lokalnych społeczności polskich w stworzenie spójnej siły politycznej zdolnej do przejęcia kontroli nad powiatem.
Wykorzystując doświadczenia z Połocka, aktywnie uczestniczył w organizowaniu polskiej Samoobrony Ziemi Lidzkiej – militarnego ramienia polskich władz cywilnych. Utrzymywał osobisty kontakt z oddziałami Samoobrony w Szczuczynie i Grodnie, a także ze sztabem grupy Wojsk Polskich w Wołkowysku.
Miał duże umiejętności oratorskie, które wykorzystał między innymi przy próbie przekonania dowództwa wojsk polskich o konieczności pozostania wojsk Samoobrony na terenie ziemi lidzkiej:
Wieczorem, w największym pokoju dzisiejszej gminy, po zagajeniu i krótkiem przedstawieniu Sprawy przez por. Drucko-Lubeckiego, zabrał głos pan Zdanowicz, wyznaczony przez Radę powiatu Lidzkiego na tamtejszego starostę. Twierdził, że obowiązkiem tych oddziałów, jako ludzi miejscowych jest bronić swoich ziem, że siły bolszewickie nie są duże, że zajęcie Lidy od razu da bardzo dużą ilość ochotnika, że tu należy czekać przybycia wojsk polskich, bo przejście do Polski, da tej Polsce tylko więcej chętnych rąk do karabina, których w Warszawie i tak nie brakuje, a broni, o którą głównie chodzi, za dużo nie ma, więc lepiej tu starać się polować na mniejsze oddziałki bolszewickie i ta drogą zaopatrywać się w tę broń. Pan Zdanowicz mówił długo i z przejęciem i z widoczną wiarą, że to co mówi, jest najlepsze. Elokwencja jego nie szukała słów. Myśli płynęły jedna za drugą coraz lepiej usposabiając dla siebie słuchacze. W pewnej chwili rotmistrz Michniewicz szepnął, że jest to niebezpieczny człowiek bo gotów rzeczywiście namówić do pozostania na miejscu.
W odróżnieniu do dowódców wojskowych miał silne przekonanie, że ziemia lidzka i okoliczne powiaty są w stanie zbudować siłę militarną zdolną kontrolować rejon. W swojej notatce napisał:
Patrząc na nieliczne oddziały wileńskie, lidzki i szczuczyński wyczuwało się, że można było przyczynić się do wielokrotnego ich zwiększenia byle tylko wykorzystać nastroje panujące na terenie Lidy, a dla wykorzystania tych nastrojów niebędnem było chociażby czasowe zajęcie Lidy i tem większe skompromitowanie bolszewików, którzy wówczas nie wydawali się zdolni do poważniejszej walki. Należało dążyć do ogłoszenia poboru lub też powołania ochotnika. Po porozumieniu się ze swoimi lidzianami, którzy również czuli i myśleli tak jak ja, a częściowo na ich prośbę, na naradzie zwołanej przez Dowództwo Oddziału, na którą, jako Prezes Rady Narodowej byłem zaproszony, zająłem stanowisko iż należałoby zajętą Lidę odbić, wzniecić postrach wśród oddziałów bolszewickich, które do tej chwili posuwały się naprzód bez przeszkód i dać możność ludności lidzkiej stanąć w szeregu do walki z najeźdźcą. Te stanowisko moje było popierane głosami oficerów lidzian i znajdowało oparcie w opinii p. mjr. J. Dąbrowskiego. Wydaje mi się dzisiaj po upływie szeregu lat, iż stanowisko moje pod względem wyczucia nastrojów nie było bezpodstawne bowiem powiat lidzki w ciągu miesiąca po zajęciu Lidy przez oddziały Wojsk Polskich, dał przeszło 2700 osób ochotników a liczba ta na stosunki 1918-19 roku była niemałoważną.
Po zajęciu Lidy przez bolszewików, ukrywał się w pobliskim majątku Meluzyn, gdzie kontynuował swoją pracę. Po odbiciu miasta 17 kwietnia 1919 został mianowany starostą powiatu lidzkiego (komisarz), a 18 kwietnia witał na dworcu kolejowym w Lidzie marszałka Piłsudskiego. Oficjalnie został mianowany pt. starostą powiatu lidzkiego w 1923 roku.
Dekretem Naczelnika Państwa z 29 grudnia 1921 został odznaczony Orderem Odrodzenia Polski klasy IV - w uznaniu zasług, położonych dla Rzeczypospolitej Polskiej w dziedzinie działalności społecznej i państwowej.
Przyczyny odejścia Stanisława Zdanowicza ze stanowiska starosty w 1928 roku nie są dokładnie znane. Z rodzinnej dokumentacji można domniemywać, że odebrał to jako osobistą porażkę. Doniesienia prasowe sugerują wewnętrzne rozgrywki w starostwie.
W listopadzie 1928 roku został mianowany radcą Prokuratorii Generalnej w Wilnie, gdzie przeniósł się wraz z rodziną. Jednocześnie angażował się w prace Wileńsko-Nowogródzkiego Wojewódzkiego zarządu Polskiej Macierzy Szkolnej.
Losy Stanisława w czasie II wojny światowej nie są znane. Jedno ze świadectw pochodzące od ławnika ludowego sądu w Gdyni na jego temat stwierdza:
W czasie okupacji niemieckiej kol. Z d a n o w i c z pomimo bardzo ciężkich warunków materialnych nie pracował w swoim zawodzie i swoją postawą narodową podtrzymywał ducha polskiego wśród społeczeństwa.
Zaraz po wojnie znajduje zatrudnienie jako administrator majątku w Pigży koło Torunia. Starał się wrócić do zawodu prawniczego, jednak ostatecznie zostaje urzędnikiem państwowym średniego szczebla.

## Życie prywatne
Stanisław wychowywał się w rodzinie o tradycjach napoleońskich. Miał sześcioro rodzeństwa; starsi Mieczysław, Maksymilian i młodsi Janina, Wacław, Bronisław i Jan. Większość kształciła się na prawników.
Jego żona Rafaela z Woynickich (Wojnickich) pochodziła ze szlacheckiej rodziny osiadłej na Kresach i skoligaconej z rodami Krydelów h. Odsiecz i Zarzeckich h. Warnia po kądzieli. Była córką Stanisława i Leontyny z Hightonów Wojnickich.
Wraz z Rafaelą mieli dwóch synów, Romualda i Bronisława, oraz córkę Janinę. W jakiś czas po śmierci Rafaeli w 1958, ożenił się powtórnie z Eulalią Rybińską. 
Zmarł 31 grudnia 1970 roku w Warszawie. Pochowany jest na cmentarzu Bródnowskim (kwatera 42L-3-19).